# Бенитес, Сесар
Сесар Иван Бенитес Леон (исп. César Iván Benítez León; родился 22 мая 1990 года в Асунсьоне, Парагвай) — парагвайский футболист, защитник клуба «12 октября» и сборной Парагвая.

## Клубная карьера
Бенитес — воспитанник столичного клуба «Серро Портеньо». 29 мая 2010 года в матче против «Рубио Нью» он дебютировал в парагвайской Примере. В этом же поединке Сесар забил свой первый гол за «Серро Портеньо». В составе клуба Бенитес трижды выиграл чемпионат. 2 июня 2011 года в матче Кубка Либертадорес против бразильского «Сантоса» он забил гол.
В начале 2016 года Сесар перешёл в бразильскую «Коритибу». 2 июня в матче против «Шапекоэнсе» он дебютировал в бразильской Серии A.
В начале 2017 года Бенитес вернулся на родину, подписав контракт со столичной «Олимпией». 19 февраля в матче против столичного «Индепендьенте» он дебютировал за новую команду.

## Международная карьера
В 2009 году в составе молодёжной сборной Парагвая Бенитес принял участие в молодёжном чемпионате Южной Америки в Венесуэле. В том же году Сесар принял участие в молодёжном чемпионате мира в Египте. На турнире он сыграл в матчах против сборных Италии, Египта, Тринидада и Тобаго и Южной Кореи.
31 марта 2010 года в товарищеском матче против сборной ЮАР Бенитес дебютировал за сборную Парагвая.

## Титулы
- Чемпион Парагвая (3): Апертура 2012, Клаусура 2013, Апертура 2015